# Troisième district congressionnel du Connecticut
Le 3e district congressionnel du Connecticut est un district de l'État américain du Connecticut. Situé dans la partie centrale de l'État, le district comprend la ville de New Haven et sa banlieue environnante.
Les principales villes sont : Middletown, New Haven et Stratford.
Le district est actuellement représenté par la Démocrate Rosa DeLauro.

## Caractéristiques
Le 3e district congressionnel existe depuis 1837, ayant été organisé à partir du district at-large. Il est centré sur New Haven et sa banlieue. Le district comprend les quatre cinquièmes du comté de New Haven, une petite partie du comté de Middlesex, y compris la majeure partie de Middletown et la majeure partie de Stratford et une petite section de Shelton dans le comté de Fairfield.
New Haven et ses banlieues environnantes sont largement démocrates, ce qui rend le district très démocrate lors des élections locales et fédérales. Parmi les districts de l'État, seul le 1er district est considéré comme plus démocrate. Quatre bastions démocrates, New Haven, Hamden, Middletown et West Haven, représentent 40 % de la population totale du district. Depuis 2000, les candidats démocrates à la présidence ont remporté le district avec une marge de 26 points. John Kerry, étant l'exception, a quand même battu George W. Bush par un confortable 14 points. Au niveau de l'État, les républicains modérés John G. Rowland et M. Jodi Rell ont également porté le district.
Depuis 1933, les démocrates ont occupé le district pendant tous les mandats sauf six (1943–45, 1947–49, 1953–59, 1981–83). Entre 1972 et 1988, chaque candidat républicain à la présidence a porté le district, ainsi que l'État lui-même. Dans sa seule course pour un siège à la Chambre, Joe Lieberman, a perdu le district au profit d'un républicain en 1980.

## Géographie
Pour le 118e Congrès et les congrès successifs (basés sur le redécoupage suite au recensement de 2020), le 3e district du Connecticut contient des parties de quatre régions de planification et 25 municipalités.

### Greater Bridgeport Planning Region (1)
Stratford (incluant Lordship, Oronoque et Stratford Downtown)

### Lower Connecticut River Valley Planning Region (3)
Durham (incluant Durham CDP), Middlefield, Middletwon (en partie; également dans le 1er)

### Naugatuck Valley Planning Region (8)
Ansonia, Beacon Falls, Derby, Naugatuck, Prospect, Seymour, Shelton (en partie; également dans le 4e), Waterbury (en partie; également de 5e)

### South Central Connecticut Planning Region (13)
Bethany, Branford (incluant Branford Center), East Haven, Guilford (incluant Guilford Center), Hamden (incluant Quinnipiac University), Milford (incluant Woodmont), North Branford (incluant Northford), New Haven, North Haven, Orange, Wallingford (incluant Wallingford Center), West Haven, Woodbridge

### Registre des affiliations politiques
| Affiliation politique au 30 octobre 2012 | Affiliation politique au 30 octobre 2012 | Affiliation politique au 30 octobre 2012 | Affiliation politique au 30 octobre 2012 | Affiliation politique au 30 octobre 2012 | Affiliation politique au 30 octobre 2012 |
| Parti                                    | Parti                                    | Actifs                                   | Inactifs                                 | Total                                    | Pourcentage                              |
| ---------------------------------------- | ---------------------------------------- | ---------------------------------------- | ---------------------------------------- | ---------------------------------------- | ---------------------------------------- |
|                                          | Démocrate                                | 145 529                                  | 10 801                                   | 156 330                                  | 37,50                                    |
|                                          | Républicain                              | 65 324                                   | 3 352                                    | 68 676                                   | 16,47                                    |
|                                          | Partis mineurs                           | 873                                      | 120                                      | 993                                      | 0,24                                     |
|                                          | Non-affilié                              | 178 593                                  | 12 340                                   | 190 933                                  | 45,80                                    |
|                                          | Total                                    | 390 319                                  | 26 613                                   | 416 932                                  | 100 %                                    |

## Historique de vote
| Années | Poste     | Résultats               |
| ------ | --------- | ----------------------- |
| 2000   | Président | Gore 60,0 % – 34,0 %    |
| 2004   | Président | Kerry 56,0 % – 42,0 %   |
| 2008   | Président | Obama 63,0 % – 36,0 %   |
| 2012   | Président | Obama 63,0 % – 36,0 %   |
| 2016   | Président | Clinton 56,0 % – 40,0 % |
| 2020   | Président | Biden 60,0 % – 39,0 %   |

## Liste des Représentants du district
| Membre                        | Parti        | Années                            | Congrès     | Histoire électorale |
| ----------------------------- | ------------ | --------------------------------- | ----------- | --- |
| Elisha Haley (en)             | Démocrate    | 4 mars 1837 - 3 mars 1839         | 25e         | Redécoupage depuis le district at-large et réélu en 1837. |
| Thomas Wheeler Williams (en)  | Whig         | 4 mars 1839 - 3 mars 1843         | 26e , 27e   | Élu en 1839. Réélu en 1840. Retrait. |
| George S. Catlin (en)         | Démocrate    | 4 mars 1843 - 3 mars 1845         | 28e         | Élu en 1843. Retrait. |
| John A. Rockwell              | Whig         | 4 mars 1845 - 3 mars 1849         | 29e , 30e   | Élu en 1845. Réélu en 1847. perd sa réélection. |
| Chauncey Fitch Cleveland (en) | Démocrate    | 4 mars 1849 - 3 mars 1853         | 31e , 32e   | Élu en 1849. Réélu en 1851. Retrait. |
| Nathan Belcher (en)           | Démocrate    | 4 mars 1853 - 3 mars 1855         | 33e         | Élu en 1853. Retrait. |
| Sidney Dean (en)              | Know Nothing | 4 mars 1855 - 3 mars 1857         | 34e , 35e   | Élu en 1855. Réélu en 1857. Retrait. |
| Sidney Dean (en)              | Républicain  | 4 mars 1857 - 3 mars 1859         | 34e , 35e   | Élu en 1855. Réélu en 1857. Retrait. |
| Alfred A. Burnham (en)        | Républicain  | 4 mars 1859 - 3 mars 1863         | 36e , 37e   | Élu en 1859. Réélu en 1861. Retrait. |
| Augustus Brandegee (en)       | Républicain  | 4 mars 1863 - 3 mars 1867         | 38e , 39e   | Élu en 1863. Réélu en 1865. |
| Henry H. Starkweather (en)    | Républicain  | 4 mars 1867 - 28 janvier 1876     | 40e - 44e   | Élu en 1867. Réélu en 1869. Réélu en 1871. Réélu en 1873. Réélu en 1875. Décès. |
| Vacant                        | Vacant       | 28 janvier 1876 - 12 avril 1876   | 44e         | |
| John T. Wait (en)             | Républicain  | 12 avril 1876 - 3 mars 1887       | 44e - 49e   | Élu pour terminer le mandat de Starkweather. Réélu en 1876.vRéélu en 1878. Réélu en 1880. Réélu en 1882. Réélu en 1884. Retrait. |
| Charles Addison Russell (en)  | Républicain  | 4 mars 1887 - 23 octobre 1902     | 50e - 57e   | Élu en 1886. Réélu en 1888. Réélu en 1890. Réélu en 1892. Réélu en 1894. Réélu en 1896. Réélu en 1898. Réélu en 1900. Décès. |
| Vacant                        | Vacant       | 23 octobre 1902 - 4 novembre 1902 | 57e         | |
| Frank B. Brandegee (en)       | Républicain  | 4 novembre 1902 - 3 mars 1913     | 57e - 59e   | Élu pour terminer le mandat de Russell. Réélu en 1902. Réélu en 1904. Retrait lorsqu'élu au Sénat des États-Unis. |
| Vacant                        | Vacant       | 10 mai 1905 - 2 octobre 1905      | 59e         | |
| Edwin H. Higgins (en)         | Républicain  | 2 octobre 1905 - 3 mars 1913      | 59e - 62e   | Élu pour terminer le mandat de Brandegee. Réélu en 1906. Réélu en 1908. Réélu en 1910. Retrait. |
| Thomas L. Reilly (en)         | Démocrate    | 4 mars 1913 - 3 mars 1915         | 63e         | Élu en 1912. perd sa réélection. |
| John Q. Tilson (en)           | Républicain  | 4 mars 1915 - 3 décembre 1932     | 64e - 72e   | Élu en 1914. Réélu en 1916. Réélu en 1918. Réélu en 1920. Réélu en 1922. Réélu en 1924. Réélu en 1926. Réélu en 1928. Réélu en 1930. Démissionne |
| Vacant                        | Vacant       | 3 décembre 1932 - 3 mars 1933     | 72e         | |
| Francis T. Maloney (en)       | Démocrate    | 4 mars 1933 - 3 janvier 1935      | 73e         | Élu en 1932. Retrait pour se présenter comme Sénateur des États-Unis. |
| James A. Shanley (en)         | Démocrate    | 3 janvier 1935 - 3 janvier 1943   | 74e - 77e   | Élu en 1934. Réélu en 1936. Réélu en 1938. Réélu en 1940. perd sa réélection. |
| Ranulf Compton (en)           | Républicain  | 3 janvier 1943 - 3 janvier 1945   | 78e         | Élu en 1942. perd sa réélection. |
| James P. Geelan (en)          | Démocrate    | 3 janvier 1945 - 3 janvier 1947   | 79e         | Élu en 1944. perd sa réélection. |
| Elisworth Foote (en)          | Républicain  | 3 janvier 1947 - 3 janvier 1949   | 80e         | Élu en 1946. perd sa réélection. |
| John A. McGuire (en)          | Démocrate    | 3 janvier 1949 - 3 janvier 1953   | 81e , 82e   | Élu en 1948. Réélu en 1950. perd sa réélection. |
| Albert W. Cretella (en)       | Républicain  | 3 janvier 1953 - 3 janvier 1959   | 83e - 85e   | Élu en 1952. Réélu en 1954. Réélu en 1956. perd sa réélection. |
| Robert Giaimo                 | Démocrate    | 3 janvier 1959 - 3 janvier 1981   | 86e - 96e   | Élu en 1958. Réélu en 1960. Réélu en 1962. Réélu en 1964. Réélu en 1966. Réélu en 1968. Réélu en 1970. Réélu en 1972. Réélu en 1974. Réélu en 1976. Réélu en 1978. Retrait. |
| Lawrence J. DeNardis (en)     | Républicain  | 3 janvier 1981 - 3 janvier 1983   | 97e         | Élu en 1980. perd sa réélection. |
| Bruce Morrison (en)           | Démocrate    | 3 janvier 1983 - 3 janvier 1991   | 98e - 101e  | Élu en 1982. Réélu en 1984. Réélu en 1986. Réélu en 1988. Retrait pour se présenter comme Gouverneur du Connecticut. |
| Rosa DeLauro                  | Démocrate    | 3 janvier 1991 - Présent          | 102e - 117e | Élue en 1990. Réélue en 1992. Réélue en 1994. Réélue en 1996. Réélue en 1998. Réélue en 2000. Réélue en 2002. Réélue en 2004. Réélue en 2006. Réélue en 2008. Réélue en 2010. Réélue en 2012. Réélue en 2014. Réélue en 2016. Réélue en 2018. Réélue en 2020. Réélue en 2022. Réélue en 2024. |

## Résultats des récentes élections
Voici les résultats des dix précédents cycles électoraux dans le district.

### 2004
| Élection de 2004 du 3e district congressionnel du Connecticut | Élection de 2004 du 3e district congressionnel du Connecticut | Élection de 2004 du 3e district congressionnel du Connecticut | Élection de 2004 du 3e district congressionnel du Connecticut | Élection de 2004 du 3e district congressionnel du Connecticut |
| ------------------------------------------------------------- | ------------------------------------------------------------- | ------------------------------------------------------------- | ------------------------------------------------------------- | ------------------------------------------------------------- |
| Parti                                                         | Parti                                                         | Candidat                                                      | Votes                                                         | %                                                             |
|                                                               | Démocrate                                                     | Rosa DeLauro (sortante)                                       | 200 638                                                       | 72,0                                                          |
|                                                               | Républicain                                                   | Richard Elser                                                 | 69 160                                                        | 25,0                                                          |
|                                                               | Vert                                                          | Ralph Ferrucci                                                | 7 182                                                         | 3,0                                                           |
| Total des votes                                               | Total des votes                                               | Total des votes                                               | 276 980                                                       | 100 %                                                         |
|                                                               | Les Démocrates conservent                                     |                                                               |                                                               |                                                               |

### 2006
| Élection de 2006 du 3e district congressionnel du Connecticut | Élection de 2006 du 3e district congressionnel du Connecticut | Élection de 2006 du 3e district congressionnel du Connecticut | Élection de 2006 du 3e district congressionnel du Connecticut | Élection de 2006 du 3e district congressionnel du Connecticut |
| ------------------------------------------------------------- | ------------------------------------------------------------- | ------------------------------------------------------------- | ------------------------------------------------------------- | ------------------------------------------------------------- |
| Parti                                                         | Parti                                                         | Candidat                                                      | Votes                                                         | %                                                             |
|                                                               | Démocrate                                                     | Rosa DeLauro (sortante)                                       | 150 436                                                       | 76,0                                                          |
|                                                               | Républicain                                                   | Joseph Vollano                                                | 44 386                                                        | 22,0                                                          |
|                                                               | Vert                                                          | Daniel Sumrall                                                | 3 089                                                         | 2,0                                                           |
| Total des votes                                               | Total des votes                                               | Total des votes                                               | 197 911                                                       | 100 %                                                         |
|                                                               | Les Démocrates conservent                                     |                                                               |                                                               |                                                               |

### 2008
| Élection de 2008 du 3e district congressionnel du Connecticut | Élection de 2008 du 3e district congressionnel du Connecticut | Élection de 2008 du 3e district congressionnel du Connecticut | Élection de 2008 du 3e district congressionnel du Connecticut | Élection de 2008 du 3e district congressionnel du Connecticut |
| ------------------------------------------------------------- | ------------------------------------------------------------- | ------------------------------------------------------------- | ------------------------------------------------------------- | ------------------------------------------------------------- |
| Parti                                                         | Parti                                                         | Candidat                                                      | Votes                                                         | %                                                             |
|                                                               | Démocrate                                                     | Rosa DeLauro (sortante)                                       | 228 022                                                       | 77,0                                                          |
|                                                               | Républicain                                                   | Bo Itshaky                                                    | 58 589                                                        | 20,0                                                          |
|                                                               | Vert                                                          | Ralph Ferrucci                                                | 8 598                                                         | 3,0                                                           |
| Total des votes                                               | Total des votes                                               | Total des votes                                               | 295 159                                                       | 100 %                                                         |
|                                                               | Les Démocrates conservent                                     |                                                               |                                                               |                                                               |

### 2010
| Élection de 2010 du 3e district congressionnel du Connecticut | Élection de 2010 du 3e district congressionnel du Connecticut | Élection de 2010 du 3e district congressionnel du Connecticut | Élection de 2010 du 3e district congressionnel du Connecticut | Élection de 2010 du 3e district congressionnel du Connecticut |
| ------------------------------------------------------------- | ------------------------------------------------------------- | ------------------------------------------------------------- | ------------------------------------------------------------- | ------------------------------------------------------------- |
| Parti                                                         | Parti                                                         | Candidat                                                      | Votes                                                         | %                                                             |
|                                                               | Démocrate                                                     | Rosa DeLauro (sortante)                                       | 143 565                                                       | 65,0                                                          |
|                                                               | Républicain                                                   | Jerry Labriola Jr.                                            | 74 107                                                        | 34,0                                                          |
|                                                               | Vert                                                          | Charles Pillsbury                                             | 2 984                                                         | 1,0                                                           |
|                                                               | Indépendant                                                   | Bo Itshaky (write-in)                                         | 5                                                             | 0,0                                                           |
| Total des votes                                               | Total des votes                                               | Total des votes                                               | 220 661                                                       | 100 %                                                         |
|                                                               | Les Démocrates conservent                                     |                                                               |                                                               |                                                               |

### 2012
| Élection de 2012 du 3e district congressionnel du Connecticut | Élection de 2012 du 3e district congressionnel du Connecticut | Élection de 2012 du 3e district congressionnel du Connecticut | Élection de 2012 du 3e district congressionnel du Connecticut | Élection de 2012 du 3e district congressionnel du Connecticut |
| ------------------------------------------------------------- | ------------------------------------------------------------- | ------------------------------------------------------------- | ------------------------------------------------------------- | ------------------------------------------------------------- |
| Parti                                                         | Parti                                                         | Candidat                                                      | Votes                                                         | %                                                             |
|                                                               | Démocrate                                                     | Rosa DeLauro (sortante)                                       | 217 573                                                       | 75,0                                                          |
|                                                               | Républicain                                                   | Wayne Winsley                                                 | 73 726                                                        | 25,0                                                          |
| Total des votes                                               | Total des votes                                               | Total des votes                                               | 291 299                                                       | 100 %                                                         |
|                                                               | Les Démocrates conservent                                     |                                                               |                                                               |                                                               |

### 2014
| Élection de 2014 du 3e district congressionnel du Connecticut | Élection de 2014 du 3e district congressionnel du Connecticut | Élection de 2014 du 3e district congressionnel du Connecticut | Élection de 2014 du 3e district congressionnel du Connecticut | Élection de 2014 du 3e district congressionnel du Connecticut |
| ------------------------------------------------------------- | ------------------------------------------------------------- | ------------------------------------------------------------- | ------------------------------------------------------------- | ------------------------------------------------------------- |
| Parti                                                         | Parti                                                         | Candidat                                                      | Votes                                                         | %                                                             |
|                                                               | Démocrate                                                     | Rosa DeLauro (sortante)                                       | 140 485                                                       | 67,0                                                          |
|                                                               | Républicain                                                   | James Brown                                                   | 69 454                                                        | 33,0                                                          |
| Total des votes                                               | Total des votes                                               | Total des votes                                               | 209 939                                                       | 100 %                                                         |
|                                                               | Les Démocrates conservent                                     |                                                               |                                                               |                                                               |

### 2016
| Élection de 2016 du 3e district congressionnel du Connecticut | Élection de 2016 du 3e district congressionnel du Connecticut | Élection de 2016 du 3e district congressionnel du Connecticut | Élection de 2016 du 3e district congressionnel du Connecticut | Élection de 2016 du 3e district congressionnel du Connecticut |
| ------------------------------------------------------------- | ------------------------------------------------------------- | ------------------------------------------------------------- | ------------------------------------------------------------- | ------------------------------------------------------------- |
| Parti                                                         | Parti                                                         | Candidat                                                      | Votes                                                         | %                                                             |
|                                                               | Démocrate                                                     | Rosa DeLauro (sortante)                                       | 208 900                                                       | 69,0                                                          |
|                                                               | Républicain                                                   | Angel Cadena                                                  | 95 370                                                        | 31,0                                                          |
| Total des votes                                               | Total des votes                                               | Total des votes                                               | 304 270                                                       | 100 %                                                         |
|                                                               | Les Démocrates conservent                                     |                                                               |                                                               |                                                               |

### 2018
| Élection de 2018 du 3e district congressionnel du Connecticut | Élection de 2018 du 3e district congressionnel du Connecticut | Élection de 2018 du 3e district congressionnel du Connecticut | Élection de 2018 du 3e district congressionnel du Connecticut | Élection de 2018 du 3e district congressionnel du Connecticut |
| ------------------------------------------------------------- | ------------------------------------------------------------- | ------------------------------------------------------------- | ------------------------------------------------------------- | ------------------------------------------------------------- |
| Parti                                                         | Parti                                                         | Candidat                                                      | Votes                                                         | %                                                             |
|                                                               | Démocrate                                                     | Rosa DeLauro (sortante)                                       | 174 572                                                       | 64,0                                                          |
|                                                               | Républicain                                                   | Angel Cadena                                                  | 95 667                                                        | 35,0                                                          |
| Total des votes                                               | Total des votes                                               | Total des votes                                               | 270 239                                                       | 100 %                                                         |
|                                                               | Les Démocrates conservent                                     |                                                               |                                                               |                                                               |

### 2020
| Élection de 2020 du 3e district congressionnel du Connecticut | Élection de 2020 du 3e district congressionnel du Connecticut | Élection de 2020 du 3e district congressionnel du Connecticut | Élection de 2020 du 3e district congressionnel du Connecticut | Élection de 2020 du 3e district congressionnel du Connecticut |
| ------------------------------------------------------------- | ------------------------------------------------------------- | ------------------------------------------------------------- | ------------------------------------------------------------- | ------------------------------------------------------------- |
| Parti                                                         | Parti                                                         | Candidat                                                      | Votes                                                         | %                                                             |
|                                                               | Démocrate                                                     | Rosa DeLauro (sortante)                                       | 203 265                                                       | 59,0                                                          |
|                                                               | Républicain                                                   | Margaret Streicker                                            | 137 596                                                       | 40,0                                                          |
|                                                               | Vert                                                          | Justin Paglino                                                | 5 240                                                         | 1,0                                                           |
| Total des votes                                               | Total des votes                                               | Total des votes                                               | 346 101                                                       | 100 %                                                         |
|                                                               | Les Démocrates conservent                                     |                                                               |                                                               |                                                               |

### 2022
Les Primaires démocrate et républicaine ont été annulées. Rosa DeLauro (D-Sortante) et Lesley DeNardis (R) avancent vers l'élection générale.
| Élection de 2022 du 3e district congressionnel du Connecticut | Élection de 2022 du 3e district congressionnel du Connecticut | Élection de 2022 du 3e district congressionnel du Connecticut | Élection de 2022 du 3e district congressionnel du Connecticut | Élection de 2022 du 3e district congressionnel du Connecticut |
| ------------------------------------------------------------- | ------------------------------------------------------------- | ------------------------------------------------------------- | ------------------------------------------------------------- | ------------------------------------------------------------- |
| Parti                                                         | Parti                                                         | Candidat                                                      | Votes                                                         | %                                                             |
|                                                               | Démocrate                                                     | Rosa DeLauro (sortante)                                       | 137 924                                                       | 56,8                                                          |
|                                                               | Républicain                                                   | Lesley DeNardis                                               | 98 704                                                        | 40,7                                                          |
|                                                               | Indépendant                                                   | Amy Chai                                                      | 4 056                                                         | 1,7                                                           |
|                                                               | Vert                                                          | Justin Paglino                                                | 1 967                                                         | 0,8                                                           |
| Total des votes                                               | Total des votes                                               | Total des votes                                               | 242 651                                                       | 100 %                                                         |
|                                                               | Les Démocrates conservent                                     |                                                               |                                                               |                                                               |

### 2024
Les Primaires démocrate et républicaine ont été annulées. Rosa DeLauro (D-Sortant) et Lesley DeNardis (R) avancent vers l'élection générale.
| Élection de 2024 du 3e district congressionnel du Connecticut | Élection de 2024 du 3e district congressionnel du Connecticut | Élection de 2024 du 3e district congressionnel du Connecticut | Élection de 2024 du 3e district congressionnel du Connecticut | Élection de 2024 du 3e district congressionnel du Connecticut |
| ------------------------------------------------------------- | ------------------------------------------------------------- | ------------------------------------------------------------- | ------------------------------------------------------------- | ------------------------------------------------------------- |
| Parti                                                         | Parti                                                         | Candidat                                                      | Votes                                                         | %                                                             |
|                                                               | Démocrate                                                     | Rosa DeLauro (sortante)                                       | 193 684                                                       | 58,9                                                          |
|                                                               | Républicain                                                   | Lesley DeNardis                                               | 135 113                                                       | 41,1                                                          |
|                                                               | Write-in                                                      | Write-in                                                      | 126                                                           | 0,0                                                           |
| Total des votes                                               | Total des votes                                               | Total des votes                                               | 328 923                                                       | 100 %                                                         |
|                                                               | Les Démocrates conservent                                     |                                                               |                                                               |                                                               |